# أوستن نيكولز
أوستن نيكولز (بالإنجليزية: Austin Nichols) هو ممثل أمريكي، ولد في 24 أبريل 1980 في الولايات المتحدة.

## أعمال

### أفلام
- (2001) عطلة في الشمس
- (2004) اليوم بعد الغد[5][6][7]
- (2006) طريق المجد
- (2009) صلوات من أجل بوبي
- (2012) لول[8]
- (2013) باركلاند

### مسلسلات
- الموتى السائرون
- تل الشجرة الواحدة
- عملاء شيلد
- نزل بيتس[9]

## وصلات خارجية
- أوستن نيكولز على موقع IMDb (الإنجليزية)
- أوستن نيكولز على موقع روتن توميتوز (الإنجليزية)
- أوستن نيكولز على موقع ألو سيني (الفرنسية)
- أوستن نيكولز على موقع ميوزك برينز (الإنجليزية)
- أوستن نيكولز على موقع تيرنر كلاسيك موفيز (الإنجليزية)
- أوستن نيكولز على موقع أول موفي (الإنجليزية)
- أوستن نيكولز على موقع قاعدة بيانات الأفلام السويدية (السويدية)
- أوستن نيكولز على موقع إن إن دي بي (الإنجليزية)
- أوستن نيكولز على موقع قاعدة بيانات الفيلم (الإنجليزية)
- أوستن نيكولز على موقع كينوبويسك (الروسية)